# Charaxes depuncta
Charaxes depuncta är en fjärilsart som beskrevs av James John Joicey och Talbot 1921. Charaxes depuncta ingår i släktet Charaxes och familjen praktfjärilar. Inga underarter finns listade i Catalogue of Life.